# Beata Undine
Beata Undine (20 de junio de 1988, Letonia) es una actriz pornográfica retirada y modelo erótica letona.

## Carrera
Inició su carrera en las películas para adultos a la edad de 20 años. Durante su carrera, sus medidas anteriormente eran 32B-23-34 pero como resultado de ganar peso, sus medidas pasaron a ser 34C-23-36 de modo que incrementó el tamaño de sus senos y glúteos de forma natural.
Se retiró en 2016.